# Bonifazio Bevilacqua Aldobrandini
Pour les articles homonymes, voir Bevilacqua (homonymie).
Bonifazio Bevilacqua Aldobrandini (né en 1571 à Ferrare, en Émilie-Romagne, alors capitale du duché de Ferrare et mort le 7 avril 1627 à Rome) est un cardinal italien du XVIe siècle et du début du XVIIe siècle. 
Il est l'oncle du pape Grégoire XIV.

## Biographie
Bonifazio Bevilacqua Aldobrandini est archidiacre de Ferrare et se rend plus tard à Rome et y exerce diverses fonctions au sein de la Curie romaine, notamment comme référendaire au tribunal suprême de la Signature apostolique, gouverneur de Fano et gouverneur de Camerino.
Il est nommé patriarche latin de Constantinople en 1598.
Le pape Clément VIII le crée cardinal lors du consistoire du 3 mars 1599. 
Il est légat à Pérouse et en Ombrie et est transféré au diocèse de Cervia en 1601. Le cardinal Bevilacqua est préfet de la Congrégation de l'Index, camerlingue du Sacré Collège en 1614-1616, préfet de la Congrégation du Concile. Il est aussi marquis et duc de Tornano.
Le cardinal Bevilacqua participe aux deux conclaves de 1605 (élection de Léon XI et de Paul V), au conclave de 1621 (élection de Grégoire XV) et au conclave de 1623 (élection d'Urbain VIII).
Il est un grand protecteur des arts. Il fait construire l'église della Madonna della Neve à Cervia. Il est aussi un protecteur important de Ventura Salimbeni. C'est lui qui commissionne celui-ci pour décorer l'Église du Gesù et la basilique Sainte-Marie-Majeure à Rome.

### Sources
- Fiche du cardinal Bonifazio Bevilacqua Aldobrandini sur le site de la Florida International University